# Javier Sanchez (zapaśnik)
Javier Sánchez (ur. 6 grudnia 1975) – meksykański zapaśnik w stylu wolnym. Zajął 21 miejsce na mistrzostwach świata w 1997. Srebrny medalista mistrzostw panamerykańskich w 1998 roku.